# 中野泰介
中野 泰介（なかの やすすけ、1893年5月 - 没年不詳）は、日本のジャーナリスト、実業家、政治家。玄洋社社員。

## 経歴
中野泰次郎の二男として福岡県に生まれる。政治家中野正剛は兄。1912年福岡県立中学修猷館を経て、1917年早稲田大学政治経済学科を卒業。
九州日報社常務取締役を経て、1933年福岡市会議員に挙げられる。
長男は読売テレビ社長を務めた中野達雄。